# Convention de Nissa
Pour un article plus général, voir guerre russo-turque de 1735-1739.
La convention de Nyssa ou de Nissa (aujourd'hui Niš, en Serbie), est une convention signée le 3 octobre 1739 à Nissa entre l’Empire ottoman et la Russie impériale, qui précise les stipulations du traité de Belgrade, mettant un terme à la guerre russo-turque de 1735-1739.
Ce conflit résulte des efforts russes en vue de se saisir d’Azov et de la Crimée, première étape d’une politique visant à obtenir l’accès à la mer Noire. Plusieurs expéditions victorieuses successives dirigées par le maréchal russe Münnich brisent la résistance des Tatars du khanat de Crimée ; les Russes passent le Dniestr, entrent en Moldavie, et, en 1739, atteignent la capitale moldave de Iaşi (Iassy) qu’ils occupent. L’empire des Habsbourg entre en guerre en 1737 aux côtés de son allié russe dans l’espoir de conquêtes territoriales, mais est contraint à une paix séparée : le traité de Belgrade, rendant aux Ottomans la Serbie septentrionale et le Nord de la Bosnie et aux Valaques l’Olténie. La cessation des hostilités par les Autrichiens permet aux Turcs de résister à la poussée russe en direction de Constantinople. En échange, le Sultan reconnaît l’empereur Habsbourg comme le protecteur officiel de tous les chrétiens de l’Empire ottoman, une position déjà revendiquée par la Russie.
Le retrait autrichien force la Russie à signer la paix à Belgrade, abandonnant ses revendications sur la Crimée et la Moldavie ; elle est autorisée cependant à construire un port à Azov sans toutefois pouvoir y ériger des fortifications ni entretenir quelque flotte militaire que ce soit en mer Noire.